# Bo Larsson (pallanuotista)
Bo Melker Larsson (Svedvi, 7 settembre 1927 – Västerås, 29 novembre 1977) è stato un pallanuotista svedese.
Ha fatto parte della Svezia che partecipato alle Olimpiadi estive di Helsinki 1952, gareggiando nel torneo di pallanuoto.